# Belák József
Belák József (Losonc, 1804. május 16. – Kecskemét, 1849. szeptember 1.) főiskolai tanár, református lelkész.

## Élete
Atyja Belák János tehetős polgár volt; iskoláit szülővárosában és Debrecenben végezte; 1829-ben a kecskeméti főiskolához tanárúl hivatott; innét 1832-ben Ókécskére ment, hol 1842-ig lelkészkedett; ekkor ismét visszament tanári állomására Kecskemétre.

## Munkái
Római régiségtan. (Archaeologia.) Tanítványai számára. Kecskemét, 1844. (2. kiadása Pest, 1856. Ism. M. Szépirod. Szemle, 1847. II. 48. sz.)
Kéziratban maradtak számos egyházi beszéde. Magyar irodalom története, mely munkáját az oroszok bevonulásakor rendezte sajtó alá, nem jelent meg és szerző halála után e mű kézirata is elveszett.